# Víctor Rivera Coronado
Pour les articles homonymes, voir Victor Rivera et Coronado.
Víctor Hugo Rivera Coronado, né le 10 novembre 1968 à Lima, est un entraîneur péruvien de football.

## Biographie
Entraîneur-adjoint durant de nombreuses années, Víctor Rivera connaît sa première expérience comme manager en 2003 avec La Peña Sporting, club de 2e division péruvienne. L'année suivante, il dirige le Deportivo Municipal, qu'il mène à la finale de la Copa Perú. Mais c'est avec un autre club de la capitale du Pérou qu'il connaît la consécration. En effet, devenu entraîneur de l'Universidad San Martín de Porres en 2006, il remporte deux championnats consécutifs en 2007 et 2008. 
Ces succès lui ouvrent les portes du Sporting Cristal, prestigieux club liménien, en 2010 mais son expérience est de courte durée. Il prend les rênes de l'Universidad César Vallejo en 2011 et parvient à qualifier ce club à la Copa Libertadores. 
Entre 2014 et 2015, il s'occupe des équipes U20 et olympique du Pérou. Avec cette dernière, il participe aux Jeux panaméricains de 2015 à Toronto. Parti au Juan Aurich en 2016, il revient au Deportivo Municipal en 2018. Le 14 juillet 2019, à l'occasion du match de championnat Deportivo Municipal-FBC Melgar (1-0), il atteint la barre des 100 matchs dirigés avec le Municipal.
Après avoir sauvé de la relégation le Deportivo Municipal en 2020, il reprend du service cette fois-ci à la tête du Cienciano del Cusco qui l'engage en juin 2021. En 2022, il revient au sein de l'Universidad San Martín avant d'être écarté du club après cinq défaites d'affilée. En 2023, on le retrouve à la tête du CD Coopsol en 2e division péruvienne.

## Palmarès(entraîneur)
| Universidad San Martín de Porres - Championnat du Pérou (2) : - Champion : 2007 et 2008. |  | Deportivo Municipal - Championnat du Pérou D2 : - Vice-champion : 2004. - Copa Perú : - Finaliste : 2004. |